# Сена-Сен Дени
Сена - Сен Дени (фр. Seine-Saint-Denis) департман је у северној Француској. Припада региону Париски регион, а главни град департмана (префектура) је Бобињи. Департман Сена - Сен Дени је означен редним бројем 93. Његова површина износи 236 км². По подацима из 2010. године у департману Сена - Сен Дени је живело 1.522.048 становника, а густина насељености је износила 6.449 становника по км².
Овај департман је административно подељен на:
- 3 округа
- 40 кантона и
- 40 општина.

## Демографија
| 2011.     |
| --------- |
| 1.529.928 |